# Papić
Papiq en albanais et Papić en serbe latin (en serbe cyrillique : Папић) est une localité du Kosovo située dans la commune/municipalité de Deçan/Dečani, district de Gjakovë/Đakovica (Kosovo) ou de Pejë/Peć (Serbie). Selon le recensement kosovar de 2011, elle compte 174 habitants, dont une majorité d'Albanais.

## Démographie

### Évolution historique de la population dans la localité
| 1948 | 1953 | 1961 | 1971 | 1981 | 1991 | 2011 |
| ---- | ---- | ---- | ---- | ---- | ---- | ---- |
| 80   | 99   | 209  | 160  | 169  | 343  | 174  |

|  |